# Blahoslav Kraus
Blahoslav Kraus (* 11. srpna 1943 Pelhřimov) je vysokoškolský profesor a vědec známý svou prací v oboru sociální pedagogiky. Dále se zabývá sociální patologií a sociologií výchovy.

## Životopis
Narodil se do rodiny  sládka pivovaru. Vystudoval střední pedagogickou školu pro učitele národních škol. Začínal jako učitel na základních,  později  středních školách. V roce 1971 absolvoval obor matematika – pedagogika na Přírodovědecké fakultě UP v Olomouci. Doktorát filozofie získal v roce 1974 na Filozofické fakultě UK v Praze a na stejně fakultě absolvoval v letech 1976–1981 aspirantské studium v oboru pedagogika (specializace sociologie výchovy). Od roku 1972 působil na Pedagogické fakultě Univerzity v Hradci Králové nejprve jako odborný asistent, od roku 1983 jako docent. Habilitoval se pak v roce 1995 na Pedagogické fakultě UP v Olomouci. Profesorem byl jmenován v roce 2002.
V letech 1998–2001 také působil jako „hostující profesor“ na Pedagogické fakultě Univerzity Mateje Bela v Bánské Bystrici a v letech 2002–2006 na Vysoké škole pedagogické ve Varšavě. V uplynulých letech byl nebo je dodnes členem osmi vědeckých rad vysokých škol. Byl řešitelem a koordinátorem řady výzkumných úkolů. Je členem řady komisí pro habilitační a inaugurační řízení, doktorské zkoušky, školitelem, oponentem doktorandských a habilitačních prací, oponentem řady výzkumných úkolů a grantů v Česku i v zahraničí. Působil také v redakčních radách řady odborných časopisů u nás i v zahraničí. Je čestným členem České pedagogické společnosti a Asociace sociálních pedagogů v České republice. V letech 2002–2004 byl předsedou České asociace pedagogického výzkumu. Byl vyznamenán zlatou medailí Rektora UMB v Banské Bystrici, Univerzity Hradec Králové a statutárního města Hradec Králové. 
Je autorem, resp. spoluautorem více než třiceti monografií a vysokoškolských učebnic. Publikoval více než 250 statí v odborných časopisech a vědeckých sbornících.

## Pojetí sociální pedagogiky
Sociální pedagogiku Kraus vidí jako vědní obor multidisciplinární povahy zaměřující se na roli prostředí ve výchově, a to nejen v souvislosti s problémy rizikových či potencionálně rizikových skupin, ale také v souvislosti s celou populací. Je třeba vytvořit soulad mezi potřebami jedinců a společnosti a přispívat tak k tvorbě optimálního způsobu života v dané době a daných společenských podmínkách. Nejlepší cestou, jak zajistit člověku co nejlepší pozici v životě, je podle Krause kvalitní výchova v nejrůznějších prostředích a situacích. Kraus stanovuje dvě funkce sociální pedagogiky: preventivní (profylaktickou) a terapeutickou (kompenzační).